# Grant Park (Chicago)

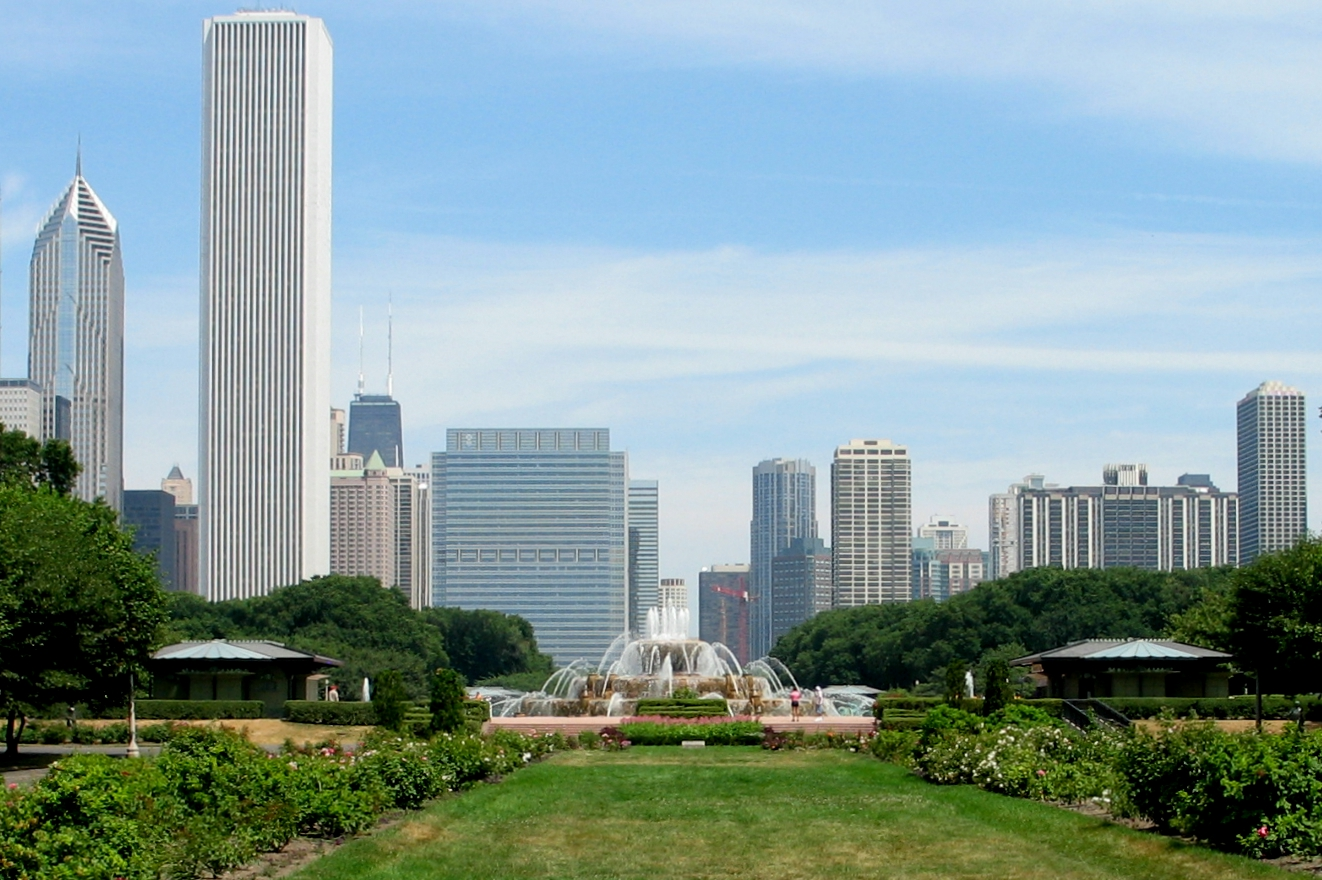
La Buckingham Fountain, en el centro del parque.

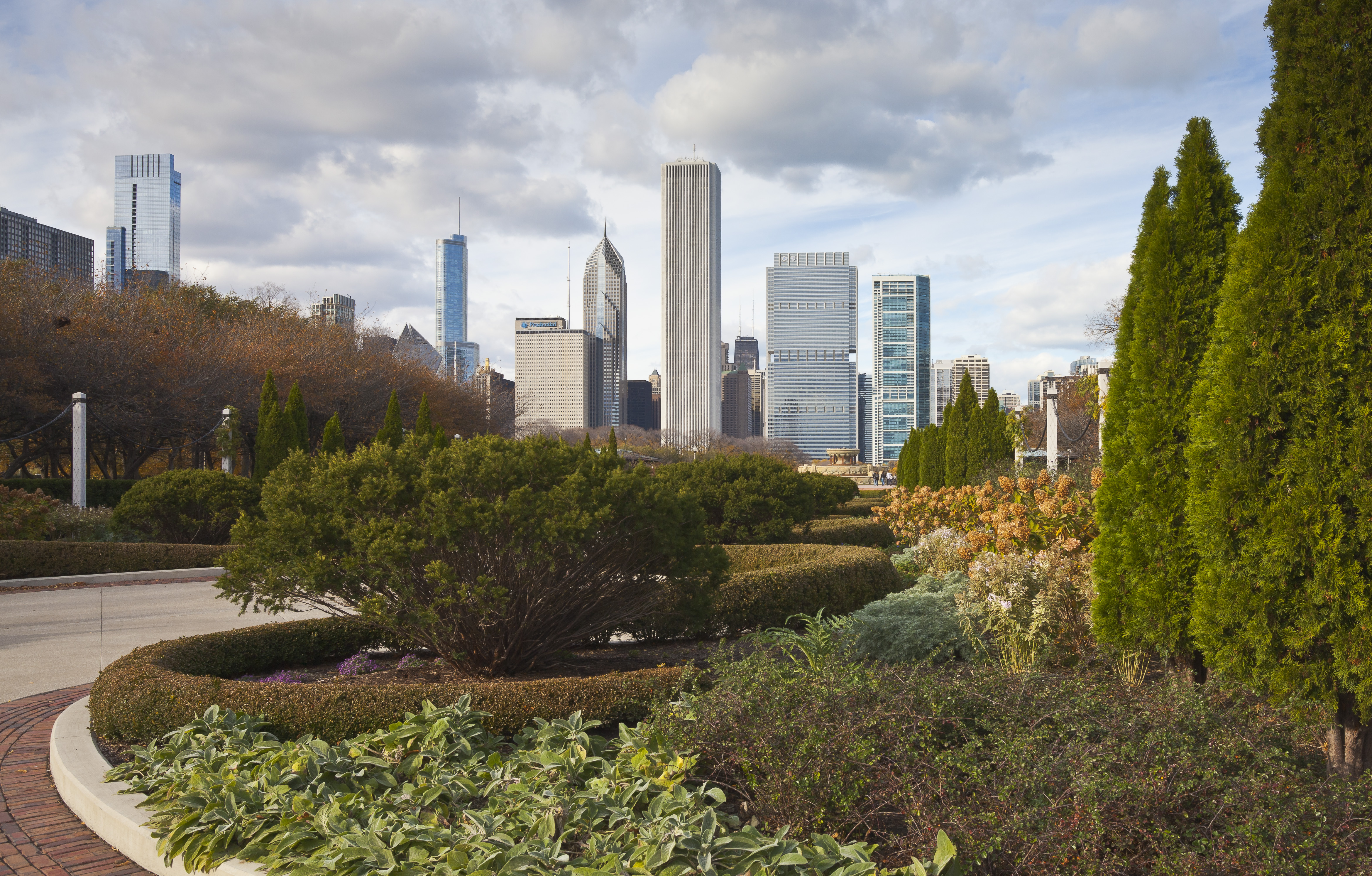
Vista del skyline de Chicago desde Grant Park.

El Grant Park (originalmente Lake Park, establecido en 1847) es un gran parque urbano (1,29 km²) situado en la ciudad de Chicago, Illinois, EE. UU.. Se encuentra en el distrito central del comercio de Chicago y tiene como rasgos distintivos, entre otros, el Millenium Park, la Fuente de Buckingham, el Instituto de Arte de Chicago y el Museum Campus. Por el norte bordea con la calle Randolph, por el sur por la ruta de Roosevelt, por el oeste con la avenida Míchigan y por el este con el lago Míchigan.